# جان سالیس
جان سالیس (انگلیسی: Jhon Solís؛ زادهٔ ۳ اکتبر ۲۰۰۴) بازیکن فوتبال اهل کلمبیا است که در حال حاضر برای باشگاه فوتبال ژیرونا بازی می‌کند. 
وی همچنین در تیم‌های ملی فوتبال زیر ۱۵ و زیر ۱۶ سال کلمبیا بازی کرده است.